# Masdevallia tubuliflora
Masdevallia tubuliflora är en orkidéart som beskrevs av Oakes Ames. Masdevallia tubuliflora ingår i släktet Masdevallia och familjen orkidéer. Inga underarter finns listade i Catalogue of Life.